# Mirik

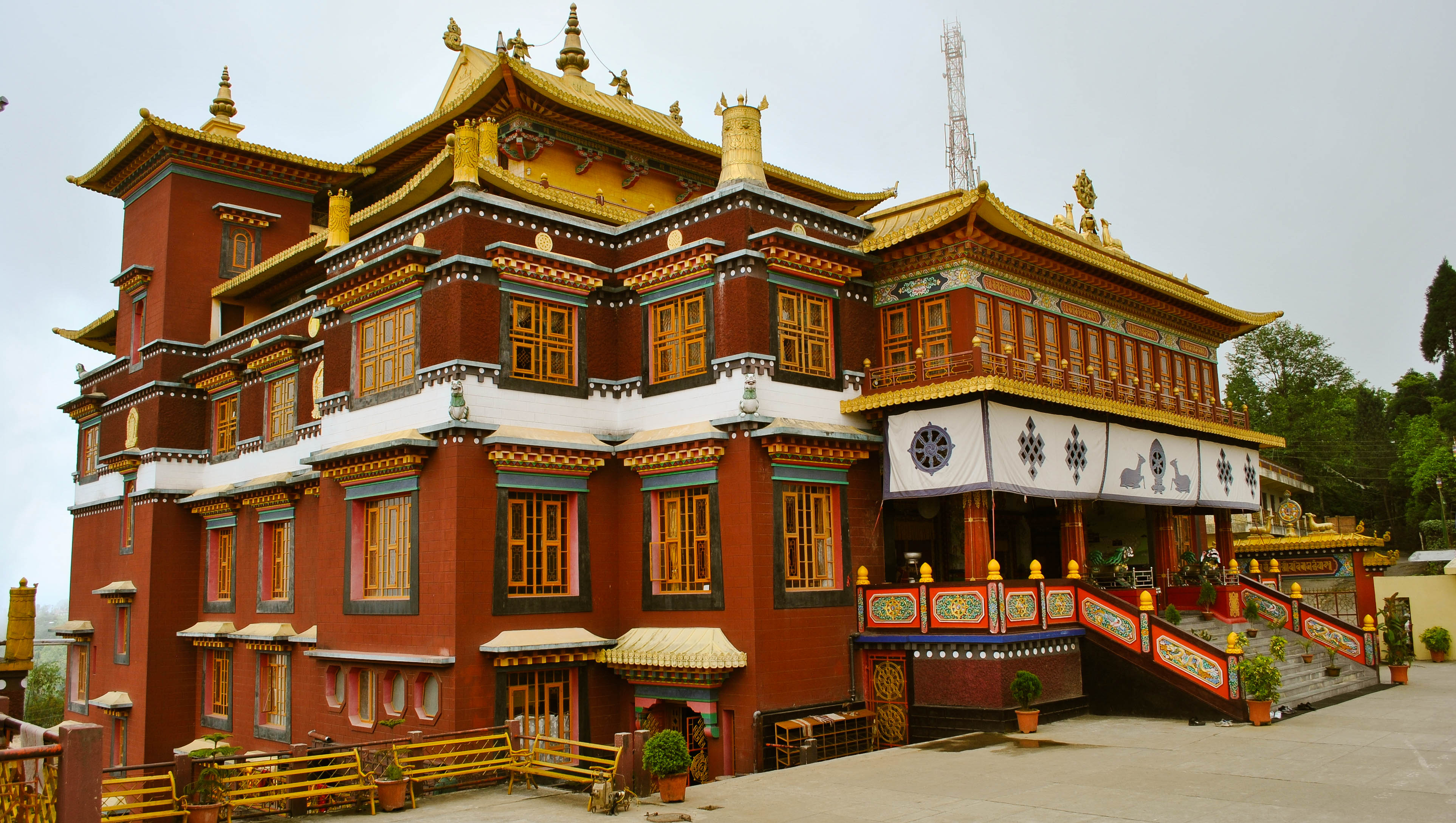
Klasztor buddyjski Bokar

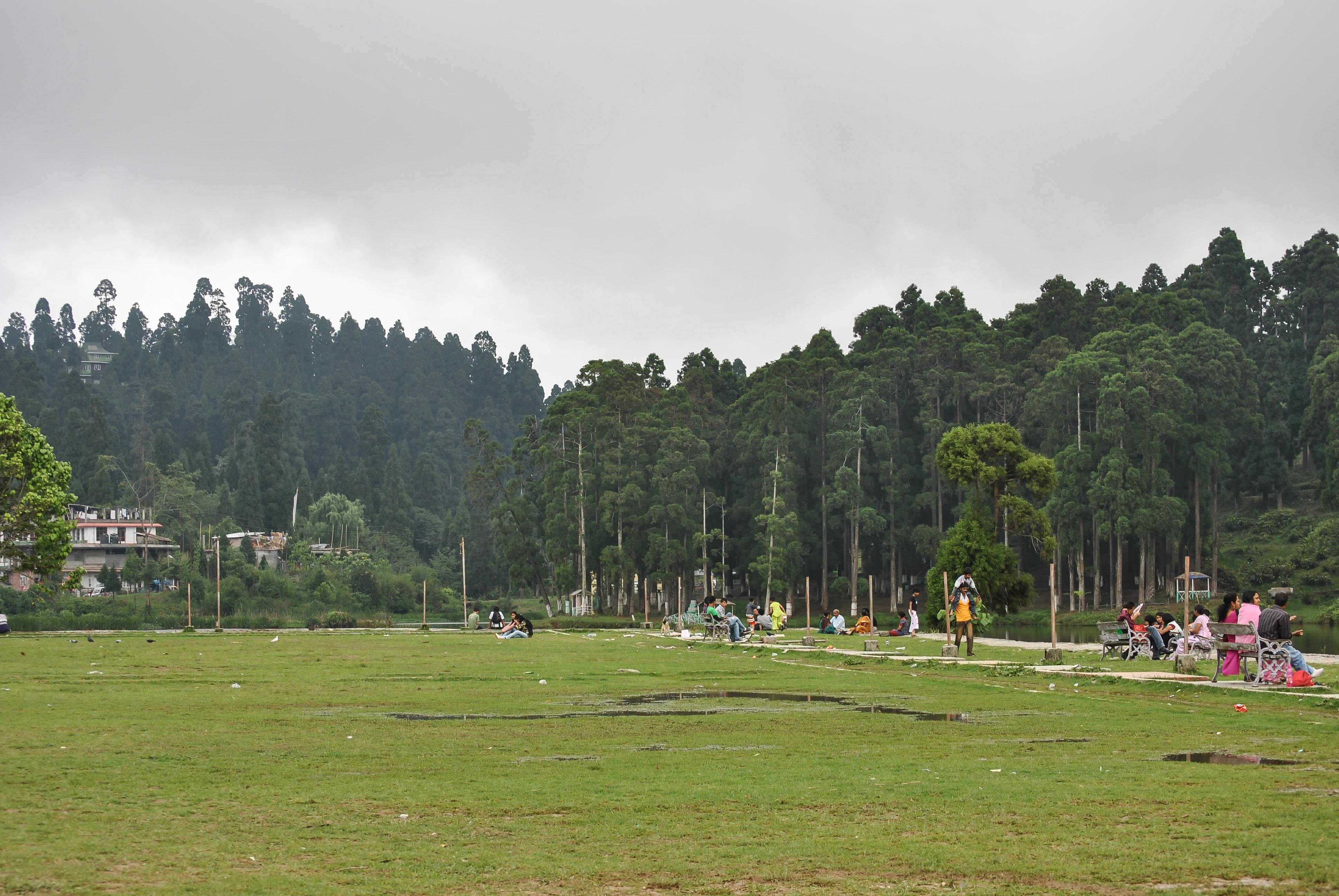
Trasa spacerowa wokół jeziora

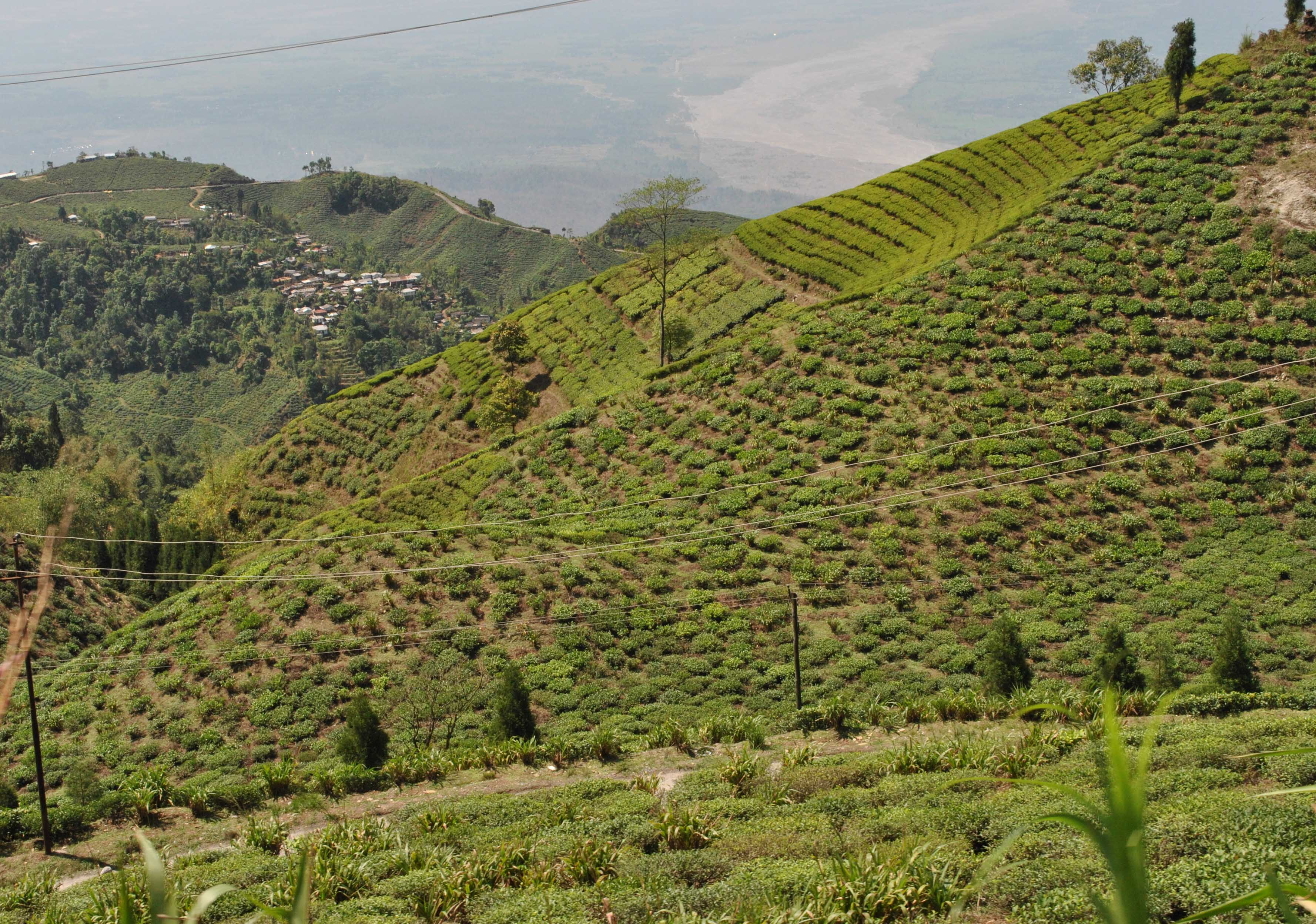
Plantacja herbaty w pobliżu Mirik

Mirik (nep. मिरिक) – miasto położone w Himalajach, w północno-zachodniej części indyjskiego stanu Bengal Zachodni, w pobliżu granicy z Nepalem. Popularny ośrodek turystyczny położony na wzniesieniu, nad zbiornikiem wodnym Samendu.
Nazwa miasteczka pochodzi od słów „Mir-Yok” z języka lepcza, w którym oznacza miejsce spalone ogniem.

## Położenie
Mirik leży w północno-wschodnich Indiach, na obszarze Dardżylińskich Himalajów, w pobliżu granicy z Nepalem. Jego centrum mieści się na górskiej wierzchowinie otoczonej schodzącymi w dół stokami. Współrzędne geograficzne to: 26°53′17″N 88°11′24″E, a jego powierzchnia wynosi ok. 6,5 km². Ze względu na znaczne różnice wysokości bezwzględnej w obrębie miasta różne źródła podają różną wysokość: 1495 m n.p.m. – 1642 m n.p.m. – 1700 m n.p.m. – 1767 m n.p.m.
Miasteczko jest położone w północno-zachodniej części stanu Bengal Zachodni, na zachodzie dystryktu Dardżyling. Jest ono siedzibą mniejszej jednostki administracyjnej – Mirik subdivision. Od Dardżylingu, słynnego ośrodka turystycznego, dzieli go ok. 49 km, od lotniska w Badogrze, jak i najbliższego dworca kolejowego w Siliguri – ok. 52 km.

## Klimat
Mirik leży w oddziaływaniu klimatu umiarkowanego ciepłego z suchą zimą. W klasyfikacji klimatów Köppena jest on oznaczony jako Cwb. Najcieplejszym miesiącem jest sierpień ze średnią temperaturą 20,1 °C, najchłodniejszy jest styczeń ze średnią temperaturą 9,6 °C. Największe średnie opady są w lipcu (800 mm), najmniejsze w grudniu (5 mm), a średnia suma roczna wynosi (w zależności od źródła) 2876 mm, 2794 mm lub 3399 mm.

## Demografia
Mirik, według spisu statystycznego z 2011 r. liczył 11 513 mieszkańców, 5688 mężczyzn i 5825 kobiet. Na 1000 mężczyzn przypadało 1024 kobiet, co jest wartością wyższą od średniej dla całego stanu, gdzie na 1000 mężczyzn przypadało tylko 950 kobiet. Gęstość zaludnienia wynosiła 1771 osób/km². Dzieci w wieku 0–6 lat stanowiły 7,7% (w całym stanie – 12%). Między rokiem 2001 a 2011 współczynnik wzrostu populacji wyniósł 25,9% (w całym stanie – 13,8%).
Analfabetami było ok. 12% społeczności miasta (w całym stanie było to 23,7% ludności), 6,2% mężczyzn i 16,9% kobiet. Pracowało lub prowadziło własny biznes 2385 mężczyzn i 1338 kobiet.
6,6% populacji miasta należało do tzw. zarejestrowanych kast (ang. Scheduled Castes), 34% należało do tzw. zarejestrowanych plemion (ang. Scheduled Tribes), czyli grup społecznych o najniższym statusie.

## Turystyka
Mirik jest popularnym ośrodkiem turystycznym, leżącym w połowie drogi z Siliguri do Dardżylingu, przez co często zatrzymują się tam również turyści tam zmierzający. W miasteczku jest dobrze rozwinięta baza turystyczna z hotelami i restauracjami.
Do najważniejszych atrakcji turystycznych należą:
- położony w środku miejscowości zbiornik wodny zwany jeziorem Samendu(inne języki), Sumendu lub jeziorem Mirik (ang. Samendu, Sumendu lub Mirik lake);
- Klasztor buddyjski Bokar (pełna nazwa ang. The Bokar Ngedon Chokhor Ling Monastery) zwany też klasztorem Mirik;
- widoki na otaczające góry (m.in. masyw ośmiotysięcznika Kanczendzonga);
- otaczające jezioro i samą miejscowość lasy wraz ze szlakami pieszymi, konnymi i punktami widokowymi, ogrody (w których są uprawiane m.in. orchidee i kardamon) i sady (w których są uprawiane m.in. pomarańcze), a także położone na pobliskich stokach plantacje słynnej dardżylińskiej herbaty[7][8][11].

## Religia
Według spisu powszechnego z 2011 r. ok. połowy, bo 55,5% ludności, wyznawało hinduizm. Na drugim miejscu byli buddyści, których było 35,4%. Kolejne grupy wyznaniowe to: chrześcijanie – 4,9%, inne religie – 2,6% i muzułmanie – 1,3%.